# کوسی‌کیوی

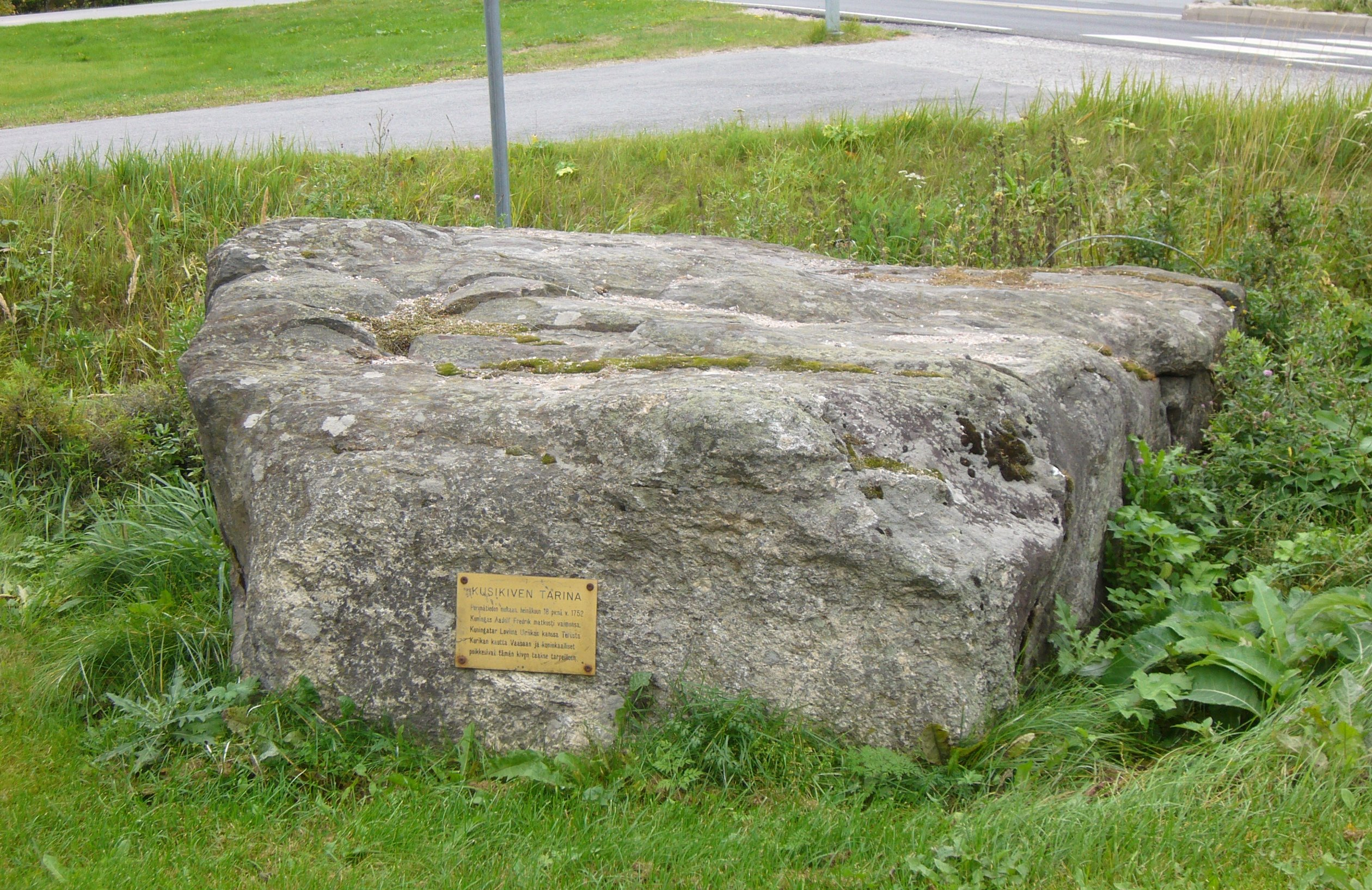
کوسی‌کیوی

کوسی‌کیوی (فنلاندی: Kusikivi به معنی «سنگ ادرار کردن») تخته‌سنگی است که در روستای میه‌تو در کوریکا، فنلاند واقع شده است. طبق فرهنگ شفاهی، پادشاه سوئد، آدولف فردریک، و همراهانش در ۱۸ ژوئیه ۱۷۵۲ در آنجا توقف کردند تا پادشاه بتواند از این سنگ به عنوان سرپناهی برای قضای حاجت استفاده کند.
پس از جنگ کلاه‌ها، آدولف فردریک با کمک امپراتوری روسیه به عنوان پادشاه سوئد تاجگذاری کرد. او در سال ۱۷۵۱ بر تخت سلطنت نشست. پس از تاجگذاری، تصمیم گرفته شد که پادشاه به فنلاند سفر کند و از طریق خلیج بوتنی به سوئد بازگردد. این "سفر ویژه" پادشاه آدولف فردریک در تابستان ۱۷۵۲ انجام شد. پادشاه همراهان زیادی با خود داشت، اما ملکه در سوئد ماند. مقدمات استقبال از پادشاه در نقاط مختلف فنلاند آغاز شد. از او تجلیل شد و در کلیساها برای او دعا خوانده شد.
پادشاه در حال سفر از تورکو از طریق همن‌لینا، کانکانپه و کوریکا در امتداد جاده تابستانی کورونکانکان به واسا (یا در آن زمان کورسهلم) بود که احساس کرد باید توقف کند.
کوسی‌کیوی در چند کیلومتری جنوب غربی کلیسای کوریکا واقع شده است و یک پلاک فلزی به یادبود این حادثه به کنار آن وصل شده است. این سنگ اکنون پایین‌تر از ۲۵۰ سال پیش است، زیرا به مرور زمان، مثلاً در ارتباط با کارهای جاده‌ای، خاک بیشتری در اطراف سنگ ریخته شده است. در قرن هجدهم، این سنگ احتمالاً حدود دو متر بالاتر از سطح زمین بوده است، در حالی که امروزه ارتفاع آن تنها حدود ۶۰ تا ۷۰ سانتی‌متر است.

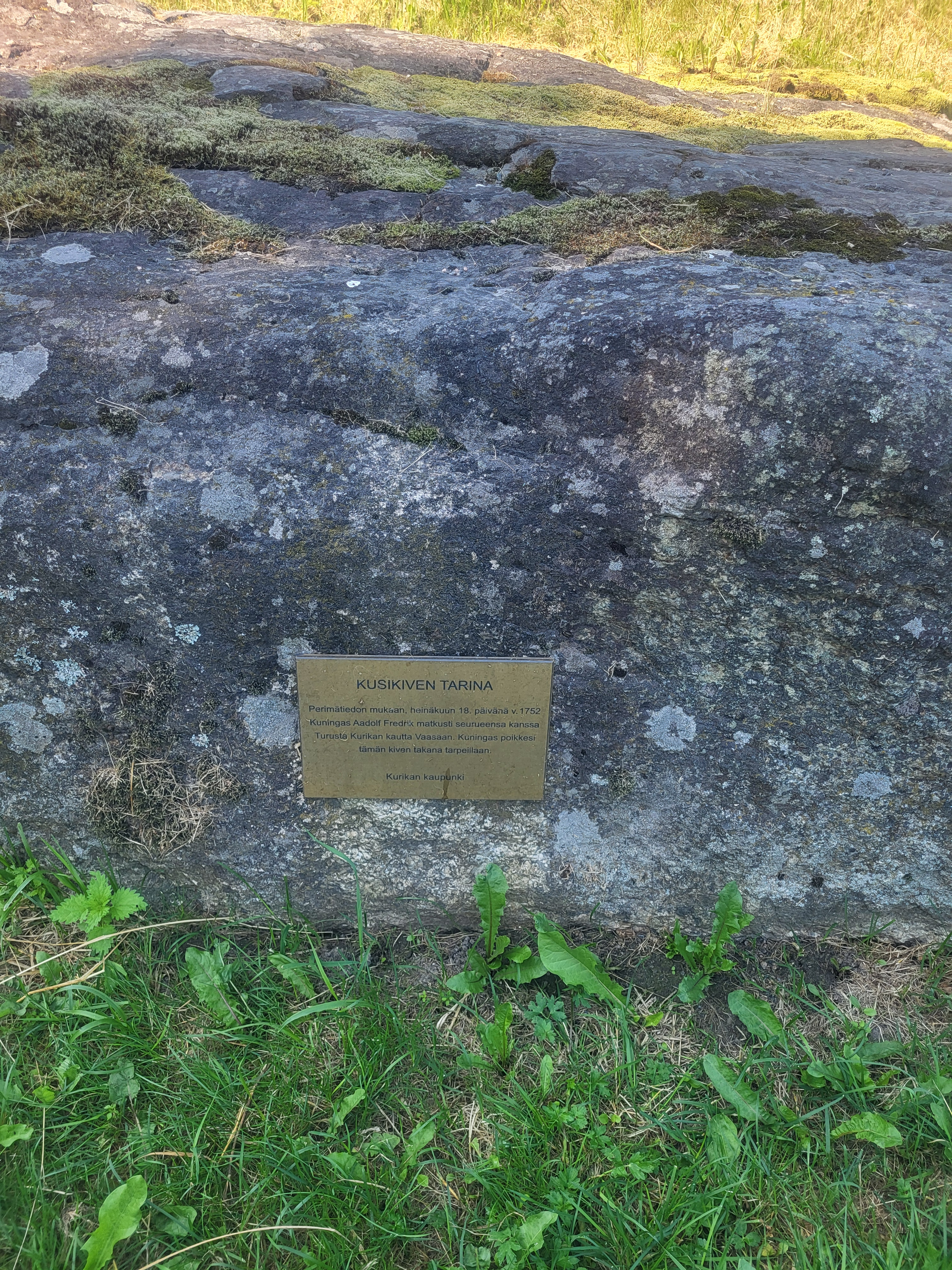
کوسی‌کیوی

این سنگ همچنین سنگ حلقه (Sormuskiveksi) نامیده شده است، زیرا محصل مالیات زمانی از مهر خود برای علامت‌گذاری سنگ به عنوان نشانگر مرز بین خانه‌های کیلمایورا و کیسکو استفاده کرده بود. با این حال، این نام دیگر رواج ندارد.

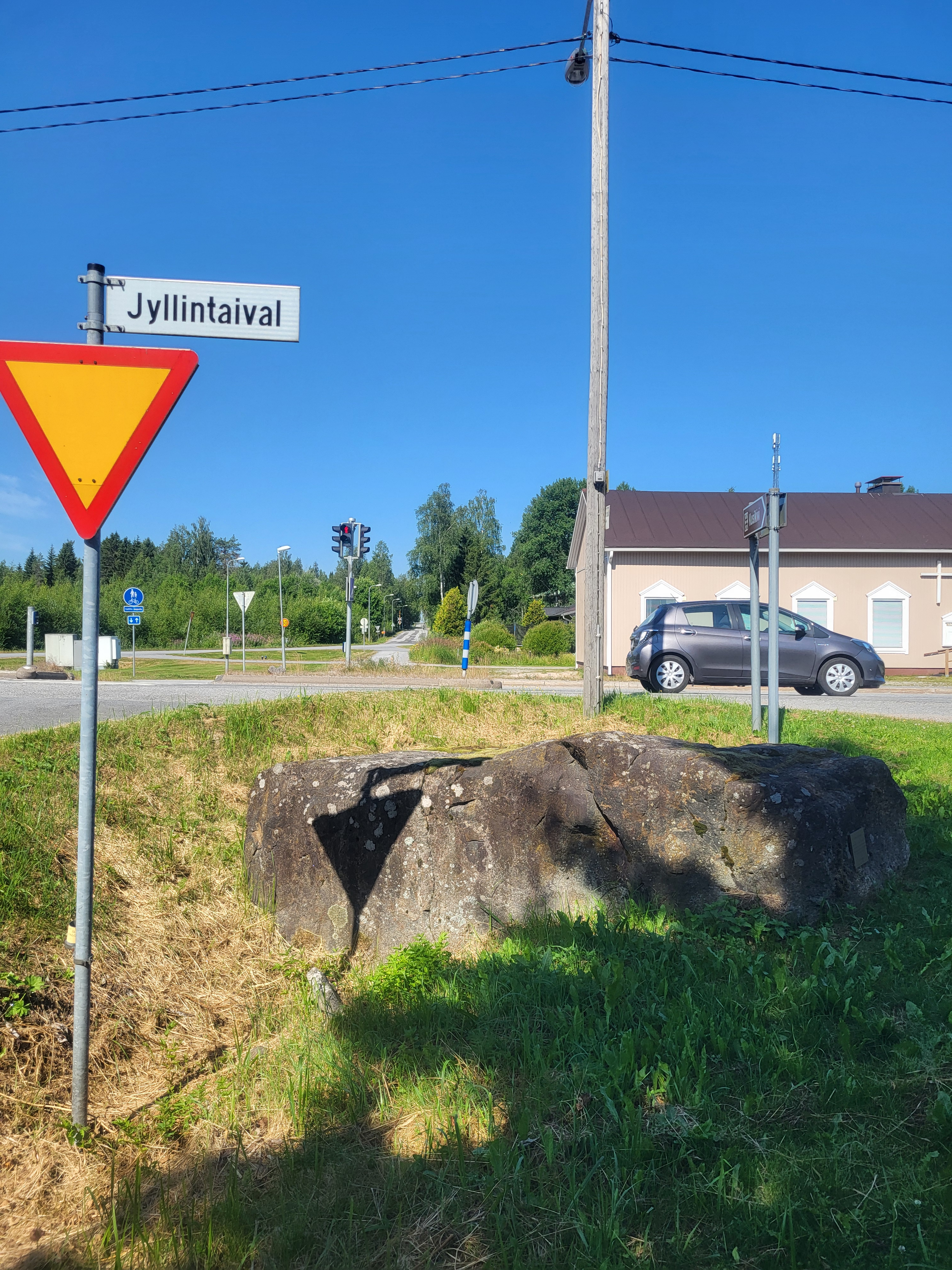
کوسی‌کیوی

کوسی‌کیوی در نشانی کوریکا، یولینتایوال، پلاک ۱۲۰ (Jyllintaival 120، Kurikka) واقع شده است.